# Aranyhátú eufónia
Az aranyhátú eufónia (Chlorophonia cyanocephala) a madarak osztályának verébalakúak (Passeriformes) rendjébe és a pintyfélék (Fringillidae) családjába tartozó faj.

## Rendszerezése
A fajt Louis Pierre Vieillot francia ornitológus írta le 1818-ban, a Pipra nembe Pipra cyanocephala néven. Egyes szervezetek az Euphonia nembe sorolják Euphonia cyanocephala néven.

## Alfajai
- Chlorophonia cyanocephala cyanocephala (Vieillot, 1819)
- Chlorophonia cyanocephala insignis P. L. Sclater & Salvin, 1877
- Chlorophonia cyanocephala pelzelni P. L. Sclater, 1886

## Előfordulása
Argentína, Bolívia, Brazília, Ecuador, Francia Guyana, Guyana, Kolumbia, Paraguay, Peru, Suriname, Trinidad és Tobago, valamint Venezuela területén honos.
Természetes élőhelyei a szubtrópusi vagy trópusi síkvidéki és hegyi esőerdők, valamint ültetvények és másodlagos erdk. Állandó, nem vonuló faj.

## Megjelenése
Testhossza 11 centiméter, testtömege 15-16 gramm.

## Természetvédelmi helyzete
Az elterjedési területe rendkívül nagy, egyedszáma pedig stabil. A Természetvédelmi Világszövetség Vörös listáján nem fenyegetett fajként szerepel.